# Pieter Verbruggen der Jüngere

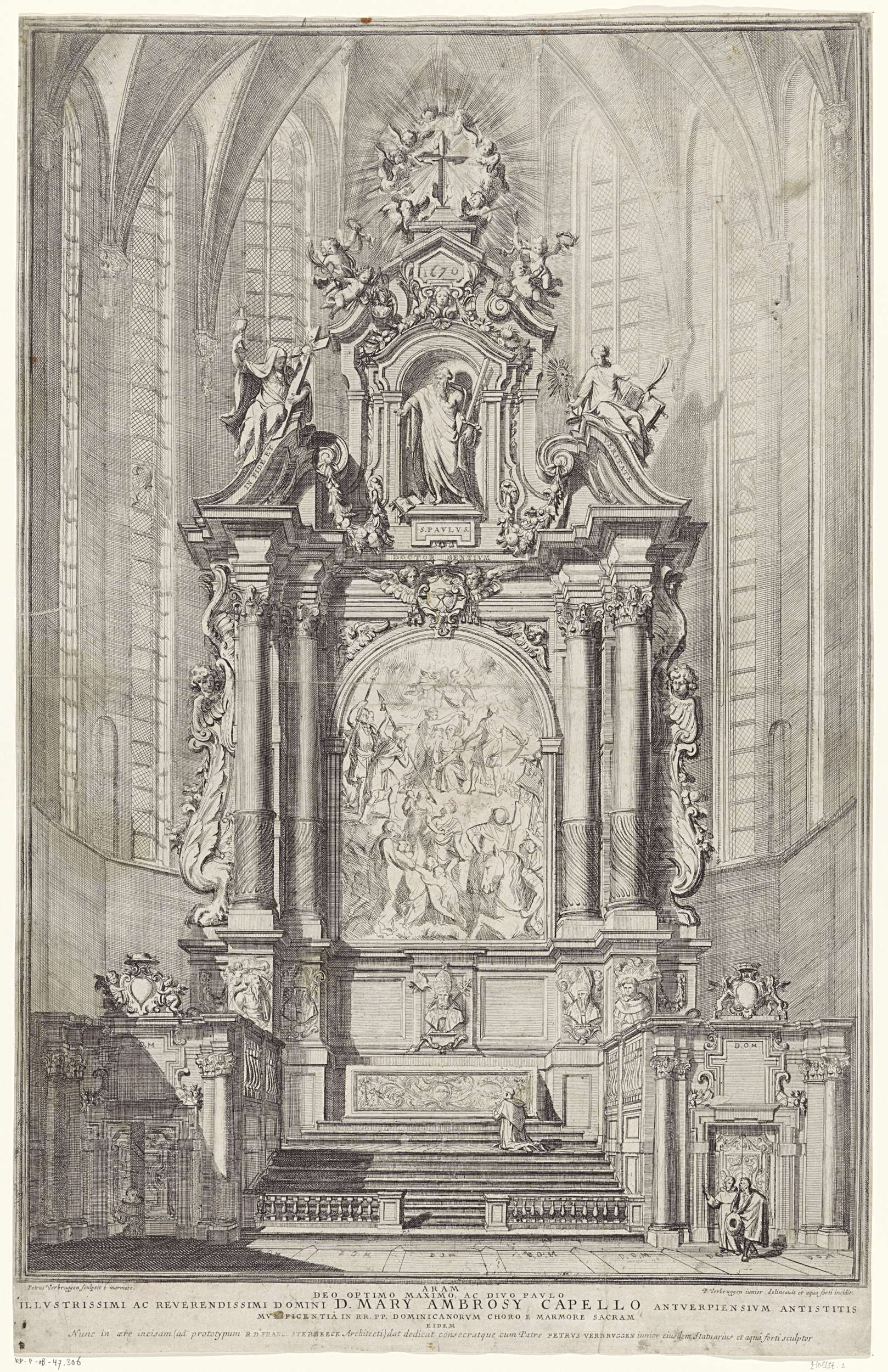
Entwurf für den Hauptaltar der Antwerpener St.-Paulskirche, 1670

Pieter Verbruggen der Jüngere oder Pieter Verbruggen II. (auch Pieter Verbruggen (II), Peter van der Brugghen (II), Pieter van der Brugghen (II), Peter Verbruggen (II), Peter Verbrugghen (II), alias Ballon; * 1648 in Antwerpen; † 6. Oktober 1691 ebenda) war ein flämischer Bildhauer, Zeichner, Radierer und Steinhändler.

## Leben
Pieter Verbruggen war ein Sohn von Pieter Verbruggen dem Älteren, einem der bedeutendsten Bildhauer Antwerpens. Seine Mutter Cornelia Quellinus war die Tochter des Antwerpener Bildhauers Erasmus Quellinus I., der der Meister seines Vaters gewesen war. Pieter Verbruggen erhielt seine Ausbildung wahrscheinlich von seinem Vater. Im Gildenjahr 1660–1661 wurde er als „Wijnmeester“, das heißt als Sohn eines Meisters, in die Antwerpener Lukasgilde aufgenommen. Sein Vater war zu dieser Zeit Dekan der Gilde. Nachdem er als Gildenmeister aufgenommen worden war, blieb er als Mitarbeiter in der Werkstatt seines Vaters.
Nach Abschluss seiner Ausbildung und seiner Tätigkeit in Antwerpen brach er am 8. September 1674 in Begleitung verschiedener Personen, darunter des Malers Abraham Genoels, nach Rom auf. Er reiste über Deutschland (Köln, Mainz, Frankfurt am Main und Augsburg) und Österreich und kam am 4. November 1674 in Rom an. Die Anwesenheit von Pieter II. Verbruggen in Rom wurde in Stati d’Anime nachgewiesen. Während seines Aufenthalts fertigte er Zeichnungen nach antiken Skulpturen und nach Gianlorenzo Bernini. Diese verwendete dann sein Bruder Hendrik Frans Verbruggen. Am 3. Januar 1675 trat er gemeinsam mit Abraham Genoels und François Moens den Bentvueghels bei, einer Vereinigung hauptsächlich niederländischer und flämischer Künstler, die in Rom arbeiteten, wo er den Spitznamen „Ballo“ erhielt.
Pieter Verbruggen kehrte 1677 nach Antwerpen zurück, wo er als Kupferstecher arbeitete. Er heiratete am 12. November 1688 Maria Isabella Heck. Sie war die Witwe von Paschier de Feer und heiratete nach seinem Tod Peeter van den Eede. 1691 wurde er Dekan der Lukasgilde.
Er starb in Antwerpen, wo er am 12. Oktober 1691 in der St.-Andreas-Kirche begraben wurde. Joannes Boecksent war sein Schüler.

## Werk
Er ist bekannt für verschiedene Entwürfe von Gräbern und anderen religiösen Bauten, darunter die Entwürfe für den Hochaltar der St. Paulskirche in Antwerpen, die er 1670 zusammen mit seinem Vater Pieter Verbrugghen I. ausführte. Seine Werke stehen in der Tradition des flämischen Hochbarocks. Er war eher ein feiner Handwerker als ein origineller Künstler.